# Aleksander Zdanowicz (powstaniec styczniowy)
Aleksander Zdanowicz (ur. w 1838 roku, zm. w 1921) – polski publicysta, porucznik kosynierów i strzelców w powstaniu styczniowym.
Uczeń Polskiej Szkoły Wojskowej w Genui.

## Szlak bojowy w powstaniu styczniowym
Wybuch powstania zastał Zdanowicza w Turynie. Po dojściu do niego wiadomości, że wybuchło powstanie niezwłocznie udał się do Kongresówki. W Dąbrowie Górniczej wstąpił do oddziału kosynierów Teodora Cieszkowskiego liczącego wtedy 150 ludzi. Oddział ten idąc przez Olkusz i Wolbrom złączył się z oddziałem Antoniego Jeziorańskiego i został wcielony do batalionu kosynierów Dąbrowskiego. Jeziorański złączył się niedługo później z oddziałem Mariana Langiewicza. Doszło następnie do bitwy pod Małogoszczem. W czasie bitwy polskie oddziały wskutek nieprzyjacielskiego ostrzału artyleryjskiego zaczęły się mieszać. Zdanowicz dołączył w trakcie tej bitwy do baterii polskiej artylerii. Po klęsce pod Małogoszczem Zdanowicz razem z wojskami polskimi wycofał się w kierunku Krakowa. Doszło następnie do bitwy pod Pieskową Skałą. W czasie tej bitwy około 50 ludzi obsadzało Zamek w Pieskowej Skale. W tym było około 20 strzelców pod komendą Kowalewskiego, a pozostali to byli kosynierzy, którymi dowodził Aleksander Zdanowicz. W czasie walki Kowalewski gdzieś zniknął i nad całością obrońców zamku dowodzenie objął Zdanowicz. Na rozkaz opuścił tę pozycję i złączył się z resztą wycofujących się wojsk. Następnego dnia Zdanowicz dowodził oddziałkiem kosynierów podczas szturmu na cmentarz w czasie bitwy pod Skałą. W czasie ataku został ranny. Został przewieziony do obozu w Goszczy, a następnie odesłano go do Krakowa na leczenie. 
Autor wspomnień pod tytułem: Od Małogoszcza do Goszczy opublikowanych w książce: W czterdziestą rocznicę powstania styczniowego 1863-1903, Lwów 1903, s. 538-546.
Zmarli powstańcy 1863 roku zostali odznaczeni przez prezydenta RP Ignacego Mościckiego 21 stycznia 1933 roku Krzyżem Niepodległości z Mieczami.